# Dominika Mirgová
Dominika Mirgová (Trnava, 23 dicembre 1991) è una cantante slovacca.

## Biografia
Nel 2007 ha partecipato alla terza edizione del talent show canoro Slovensko hľadá SuperStar, dove è arrivata seconda nella finale. Il suo album di debutto eponimo è uscito l'anno successivo.
Nel 2010 ha partecipato ad Eurosong, il programma per la selezione del rappresentante slovacco all'Eurovision Song Contest 2010, con il brano Cesta snov. Si è piazzata 9ª su 10 partecipanti nei quarti di finale, non riuscendo ad accedere agli stadi successivi.
Dopo una pausa dalla musica per terminare gli studi, è tornata a pubblicare musica nel 2012; l'anno successivo è uscito il suo secondo album, Nová. Nel 2016 è stato pubblicato il suo terzo disco, intitolato Armáda. Ad aprile 2019 è uscito il quarto album Toto som ja, che ha raggiunto la 16ª posizione della classifica slovacca.

## Discografia

### Album in studio
- 2008 – Dominika Mirgová
- 2013 – Nová
- 2016 – Armáda
- 2019 – Toto som ja
- 2020 – Noačo?!
- 2023 – Wonder Woman

### EP
- 2021 – Na Mesiac

### Raccolte
- 2023 – III

### Singoli
- 2008 – Skoro ako v sne
- 2008 – Kým sa chápeme (feat. Michal Chrenko)
- 2009 – Začínam žiť
- 2012 – Nová
- 2012 – Labuť
- 2012 – Kto je on? (feat. Robert Burian)
- 2012 – Všetko naopak
- 2013 – L.A.S.K.A. (feat. Rakby)
- 2013 – Swing (feat. Mafia Corner)
- 2013 – Je koniec (feat. Kali)
- 2013 – Prostredník
- 2013 – Poslednýkrát
- 2013 – Jedna z tých
- 2013 – Kruté leto
- 2014 – Prvá
- 2014 – Musím mať nádej (feat. Suvereno)
- 2014 – Vám
- 2014 – Hore
- 2014 – Šťastné a veselé
- 2015 – Talizman
- 2015 – Tu sme boli
- 2015 – Zavisli
- 2015 – Vypeckuj rádio (feat. Miro Jaroš)
- 2016 – Pódium
- 2016 – Armáda
- 2016 – Vlkodlak
- 2016 – Žijem ako viem
- 2016 – Štít (feat. Pavel Callta)
- 2016 – Objim ma
- 2016 – Dole (feat. Elpe)
- 2017 – Máme sny
- 2017 – Mama
- 2017 – Zober ma tam (feat. Miroslav Mirga)
- 2017 – Toto som ja
- 2017 – Čas zázrakov
- 2018 – Realita
- 2018 – Stopy (feat. Majself)
- 2018 – Noc patrí mám (feat. ADiss)
- 2019 – Vzduch
- 2020 – Úsmev (con Majself)
- 2020 – Dnes (feat. Čis T & Mišo Biely)
- 2020 – Bráško
- 2020 – Milly
- 2020 – Ja